# Bracebridge
Bracebridge è una città capoluogo del Distretto di Muskoka nell'Ontario, in Canada.
La città, fondata nel 1875, sorge attorno al fiume Muskoka ed è nota per essere circondata da una serie di cascate.